# Tethyopsis columnifer
Tethyopsis columnifer är en svampdjursart som beskrevs av Stewart 1870. Tethyopsis columnifer ingår i släktet Tethyopsis och familjen Ancorinidae.
Artens utbredningsområde är Filippinerna. Inga underarter finns listade i Catalogue of Life.